# Acid undecylenic
Axit undecylenic là một hợp chất hữu cơ có công thức CH2=CH(CH2)8CO2H, là một axit béo không bão hòa. Đây là một loại dầu không màu, chủ yếu được sử dụng để sản xuất Nylon-11 và trong điều trị nhiễm nấm da, nhưng nó cũng là tiền chất trong sản xuất nhiều dược phẩm, sản phẩm vệ sinh cá nhân, mỹ phẩm và nước hoa. Các muối và este của axit undecylenic được gọi là undecylenate.

## Chuẩn bị
Axit undecylenic được điều chế bằng cách nhiệt phân axit ricinoleic, có nguồn gốc từ dầu thầu dầu. Cụ thể, metyl ester của axit ricinoleic bị cracking để tạo ra cả axit undecylenic và heptanal. Quá trình này được thực hiện tại 500 °C khi có hơi nước. Sau đó metyl este bị thủy phân.

## Sử dụng thương mại
Axit undecylenic được chuyển đổi thành axit 11-aminoundecanoic ở quy mô công nghiệp. Axit aminocarboxylic này là tiền thân của Nylon-11.
Axit undecylenic bị khử thành aldehyd undecylene, có giá trị trong nước hoa. Axit này đầu tiên được chuyển đổi thành axit chloride, cho phép khử chọn lọc.

### Sử dụng trong y tế
Axit Undecylenic là một thành phần hoạt chất trong thuốc điều trị nhiễm trùng da, và để giảm ngứa, rát và kích ứng liên quan đến các vấn đề về da. Ví dụ, nó được sử dụng để chống nhiễm trùng da, chẳng hạn như bàn chân vận động viên, giun đũa, tinea cruris, hoặc các bệnh nhiễm trùng toàn thân khác của Candida albicans. Khi được sử dụng cho cruris tinea, nó có thể dẫn đến đốt cháy cực độ. Trong một số trường hợp nghiên cứu về tinae Versicolor, kết quả đau và rát do sử dụng thuốc diệt nấm. Khi xem xét các thử nghiệm đối chứng giả dược, axit undecenoic được coi là hiệu quả, bên cạnh các azole theo toa (ví dụ, clotrimazole) và allylamines (ví dụ terbinafine ). Axit undecylenic cũng là tiền thân của dầu gội chống gàu và bột kháng khuẩn.
Xét về cơ chế tác dụng kháng nấm của nó đối với Candida albicans, axit undecylenic có tác dụng ức chế hình thái. Trong một nghiên cứu về lớp lót răng giả, axit undecylenic trong lớp lót đã được tìm thấy để ức chế sự chuyển đổi của nấm men sang dạng sợi nấm (có liên quan đến nhiễm trùng hoạt động), thông qua sự ức chế sinh tổng hợp axit béo. Cơ chế hoạt động và hiệu quả của các loại thuốc chống nấm loại axit béo phụ thuộc vào số lượng nguyên tử carbon trong chuỗi, với hiệu quả tăng theo số lượng nguyên tử trong chuỗi.

### FDA Hoa Kỳ chấp thuận
Axit Undecylenic được FDA Hoa Kỳ chấp thuận cho đường dùng tại chỗ và được liệt kê trong Bộ luật Quy định Liên bang.

## Sử dụng nghiên cứu
Axit undecylenic đã được sử dụng như là một phân tử liên kết, bởi vì nó là một hợp chất nhị phân. Cụ thể nó là một tác nhân nhị phân α, ω- (nhóm chức kết thúc). Ví dụ, hợp chất chính đã được sử dụng để điều chế các cảm biến sinh học dựa trên silicon, liên kết các bề mặt đầu dò silicon với liên kết đôi cuối cùng của axit undecylenic (tạo thành liên kết Si-C), để lại các nhóm axit cacboxylic có sẵn để liên hợp các phân tử sinh học (ví dụ: protein).